# 龙门车辆基地
龙门车辆基地（：／*/?）是韩国铁道公社位于京畿道杨平郡的一个车辆段，在中央线附近，连接龙门站。这个车辆段主要用于首都圈电铁中央线的321000系列车的修理维护和停放。